# Helmut Leißner
Helmut Leißner, auch Leissner (* 19. Januar 1894 in Charlottenburg; † nach 1947) war ein deutscher Kapitän zur See der Kriegsmarine. In der HJ wurde er Gebietsführer und war u. a. Reichsinspektor der Marine-HJ.

## Leben
Helmut Leißner trat am 1. April 1912 als Seekadett in die Kaiserliche Marine ein. Später war er bis September 1915 aus der Amazone, kam dann bis Januar 1916 an die Torpedo- und Funkentelegraphieschule. Bis März 1916 diente er als Wachoffizier auf T 148. Anschließend kam er in der gleichen Position bis September 1917 auf G 88, V 73, G 41 und S 53 zum Einsatz. Bis Kriegsende war er als Wachoffizier auf V 71. Am 25. Dezember 1917 wurde er Oberleutnant zur See.
Nach dem Krieg wurde er in die Reichsmarine übernommen und am 1. Juni 1924 Kapitänleutnant. 1930 war er Referent in der Inspektion des Bildungswesens der Marine in Kiel. Ab 1. Oktober 1936 Fregattenkapitän wurde er im gleichen Jahr als Erster Offizier auf der Schlesien eingesetzt. Ab Mai 1937 war er Chef des Stabes beim 2. Admiral der Ostsee in Kiel. Ende 1937 wurde er Leiter der Kriegsmarinedienststelle Königsberg.
Im Februar 1939 schied er aus der Kriegsmarine aus. Im März 1939 wurde er durch den Reichsjugendführer Baldur von Schirach in der HJ zum Hauptbannführer befördert und in die Reichsjugendführung (RJF) berufen. Er wurde als Nachfolger von Georg Roedenbeck Reichsinspektor der Marine-HJ im Amt für Wehrertüchtigung. Zum 1. Mai 1939 trat Leißner in die NSDAP ein (Mitgliedsnummer 7.030.705). Im November 1939 erfolgte seine Beförderung zum Gebietsführer. Trotzdem er im Mai 1942 für die Kriegsmarine reaktiviert wurde, blieb er z.b.V.-Führer beim Stab der RJF.
In der Kriegsmarine war er als Kapitän zur See (Beförderung am 1. Januar 1938), ab 31. März 1939 z. V. gestellt, über das Bestehen der Dienststelle von September 1939 bis Oktober 1940 Führer der Vorpostenboote Ost. In dieser Position war er beim Unternehmen Weserübung Anfang April 1940 Führer der Kriegsschiffgruppe 9 mit Bestimmungsort Middelfart. Anschließend wurde er Chef des Stabes beim Befehlshaber der Sicherung der Ostsee und blieb dies bis März 1941. Von April 1941 bis Mai 1942 war er im OKM, wurde am 1. Mai 1942 reaktiviert und war bis August 1942 Marineverbindungsoffizier zur Luftflotte 1. Bis Januar 1944 war er Kommandant des Abschnitts Wesermünde beim Küstenbefehlshaber Deutsche Bucht. Von Anfang 1944 bis November 1944 war er Kommandeur des neu aufgestellten 2. Marine-Lehr-Regiments und anschließend des 2. Marine-Ersatz-Regiment, welches mit dem 2. Marine-Lehr-Regiment zusammengeschlossen worden war. Als im März 1945 in Varel beim Seekommandanten Ostfriesland aus dem Marine-Ersatz-Regiment 2 das Marine-Einsatz-Regiment 20, auch Regiment Leißner genannt, als Alarmtruppenteil für die Verteidigung der südlichen Zugänge zur Festung Wilhelmshaven aufgestellt wurde, übernahm Leißner die Regimentsführung. Das Regiment kämpfte im Landeinsatz gegen kanadische Einheiten.
Nach Kriegsende kam er bis April 1947 in britische Kriegsgefangenschaft.
Helmut Leißner heiratete am 23. Juli 1927 in Kiel Pauline Vogeler. Das Paar hatte vier Kinder.

## Werke (Auswahl)
- Die Wehrertüchtigung der Marine -HJ. In: Nauticus, E.S. Mittler & Sohn, Berlin, 1942.